# کارلسروهه
کارلسروهه (به آلمانی: Karlsruhe) شهری در ایالت بادن-وورتمبرگ، در جنوب غربی کشور آلمان، در کنار مرز آلمان- فرانسه، با جمعیتی در حدود ۳۲۰٫۰۰۰ نفر است.

این شهر پس از اشتوتگارت دومین شهر بزرگ ایالت بادن-وورتمبرگ است. کارلسروهه در سال ۱۷۱۵ به عنوان کاخ کارلسروهه بنا شد، زمانی که آلمان به صورت شهرهای ایالتی و شاهزاده‌ای اداره می‌شد.

شهری که اطراف قلعه را دربرگرفته است بعدها محل دو دادگاه عالی آلمان شد، دادگاه قانون اساسی فدرال آلمان (Bundesverfassungsgericht) که تصمیمات گرفته شده در این دادگاه قدرتی برابر قانون را در بسیاری از موقعیت‌ها دارد و دادگاه فدرال دادگستری آلمان (Bundesgerichtshof) که عالی‌ترین دادگاه تجدید نظر در زمینهٔ حقوق مدنی و حقوق کیفری آلمان است؛ بنابراین کارلسروهه خانهٔ عدالت آلمان در نظر گرفته می‌شود، نقشی که تا قبل از سال ۱۹۴۵ شهر لایپزیگ بر عهده داشت.

به خاطر شباهت چشم‌اندازی که این شهر با پایتخت ایالت متحده آمریکا دارد برخی یر این باورند که کارلسروهه مدلی برای واشینگتن دی سی بوده است.
هر دو شهر دارای مرکز هستند- کاخ در کارلسروهه و ساختمان کاپیتول در واشینگتن- که از جلوی ساختمان خیابان‌های اصلی شهر همانند پرتوهای خورشید انشعاب پیدا می‌کنند. لوفان طراح شهر واشینگتن از طرح شهر کارلسروهه را (در میان شهرهای اروپا) به عنوان الهام بخش مدل خود استفاده کرده است.

## جغرافیا

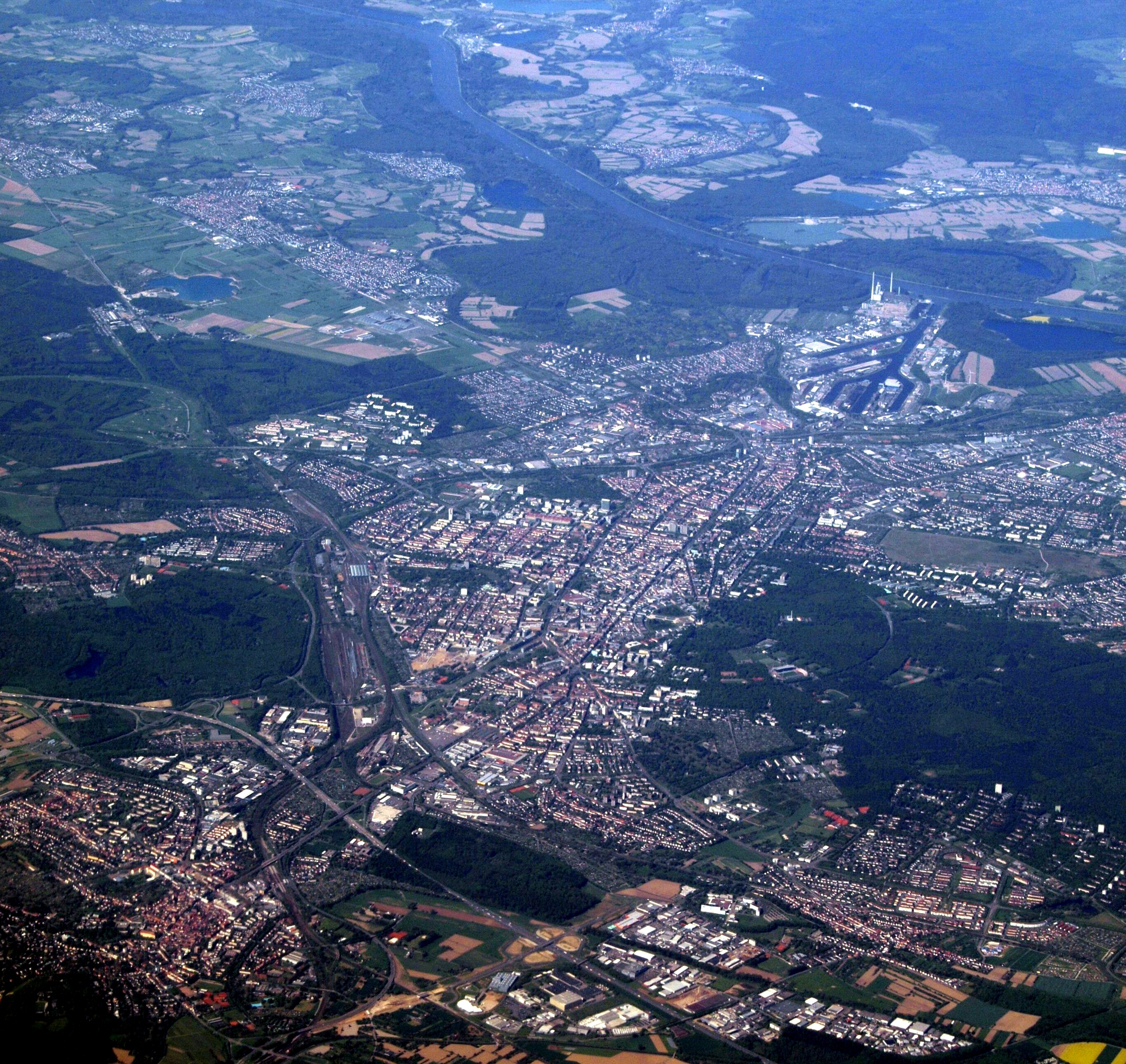
عکس هوایی زاویه دید از شرق کارلسروهه

ارتفاع این شهر از سطح دریا بین ۱۰۰ متر (ساحل شرقی رود راین) و ۲۷۷٫۵ متر (کوه تورمبرگ در شرق شهر) است.
رود راین در غرب کارلسروهه در مسیر جنوب به شمال جریان دارد. در ساحل غربی رود، شهر وورت (wörth) (در ایالت راینلاند-فالتز) قرار گرفته است.
کارلسروهه با داشتن دمای میانگین سالیانه ۱۰٫۷‎ °C یکی از گرمترین شهرهای آلمان محسوب می‌شود. این شهر معمولاً زمستان‌های معتدلی دارد؛ در تابستان هوای شهر اغلب شرجی است.
شهر به صورت یک خورشید طرح‌ریزی شده بود، به‌طوری که برج قصر در مرکز قرار داشت و ۳۲ خیابان همانند پرتوهای خورشید به اطراف امتداد می‌یافتند.
البته این طرح به یک بادبزن نیز شبیه است، به همین دلیل کارلسروهه در میان آلمانی‌ها لقب «شهر بادبزنی» (به آلمانی: Fächerstadt) گرفته. با وجود تغییرات زیاد در بافت شهر تا به امروز، طرح اولیه هنوز هم بر روی نقشه به وضوح قابل مشاهده است.
شهرها و روستاهای در حومه و مرز کارلسروهه به ترتیب در جهت عقربه‌های ساعت از شمال:
اگن اشتاین-لئوپولدشافن، اشاتوتن‌زی، واینگارتن(بادن)، فینزتال، کارلسباد(بادن)، والدبرون،
اتینگن و راین‌اشتتن.

## تاریخچه
نام شهر بر اساس افسانه‌ای، به مارگراف کارل ویلهلم، حاکم بادن-دورلاخ برمی‌گردد که پس از شکار در این شهر استراحت کرده است (روهه در المانی به معنای آرامش است). او کارلسروهه را در سال ۱۷۱۵ پس از دیدن خوابی با موضوع ساختن شهری جدید، بنا نهاد.
کارلسروهه، از سال ۱۷۷۱ مرکز گراف‌های متحد بادن-دورلاخ و بادن بادن، و از سال ۱۸۰۶ تا ۱۹۴۵ (پایان جنگ جهانی دوم) مرکز بادِن بود.
در سال ۱۸۶۰ اولین کنوانسیون بین‌المللی شیمی، کنوانسیون کارلسروهه، در این شهر برگزار شد.
قسمت اعظم مرکز شهر به خصوص کاخ کارلسروهه در جنگ جهانی دوم به وسیلهٔ متفقین بمباران اما پس از جنگ بازسازی شد.

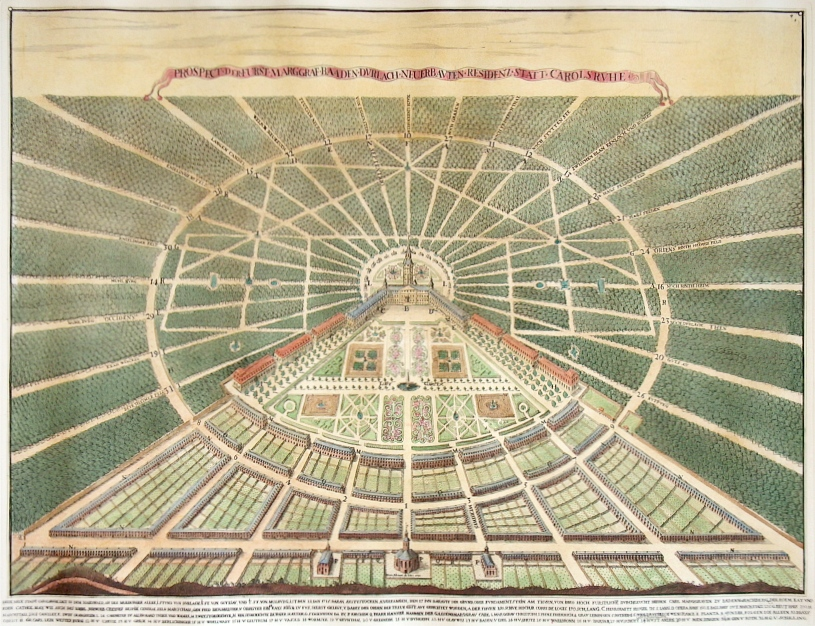
نمایی از کارلسروهه، طرح از هاینریش شوارتز ۱۷۲۱ میلادی

## مؤسسه‌ها و مراکز مهم
دادگاه قانون اساسی و دیوان عالی قضایی کشور آلمان در این شهر مستقر می‌باشد.
همچنین بزرگ‌ترین پالایشگاه نفتی آلمان در نزدیکی این شهر قرار دارد.
فهرست دیگر مراکز مهم:
- دانشگاه کارلسروهه ((Universität Karlsruhe (TH) قدیمی‌ترین دانشگاه صنعتی آلمان است.
- مرکز هنر و فناوری‌های رسانه‌ای (ZKM (Zentrum für Kunst und Medientechnologie یکی از مراکز مهم در نوع خود در آلمان است که در سال ۱۹۹۹ افتتاح شد.
- پژوهشگاه کارلسروهه (به آلمانی: (Forschungszentrum Karlsruhe (FZK)
- مرکز نمایشگاه‌های کارلسروهه (Messe Karlsruhe)

## اقتصاد
بزرگ‌ترین پالایشگاه نفتی آلمان در غرب کارلسروهه و در کنار رودخانه راین قرار دارد.

### فعالیت‌های اینترنتی
با توجه به اینکه دانشگاه کارلسروهه تا اواخر ۱۹۹۰ سرویس اینترنت ارائه می‌کرد، به عنوان پایتخت اینترنت آلمان شناخته شد. دی ایی نیک، مرکز ثبت دامنه اینترنتی آلمان از آن زمان به بعد به فرانکفورت، آنجایی که مبادلات تجاری اینترنت آلمان واقع شده، منقل شده است.
شرکت‌های اصلی ارئه دهند خدمات اینترنت، Web.de و Schlund+Partner/۱&۱، هم‌اکنون هر دو تحت مالکیت اتحادیه اینترنت ای جی می‌باشند، در کارلسروهه قرار گرفته‌اند.
اسشادویکی کارلسروهه، بزرگ‌ترین ویکی شهر جهان می‌باشد.
کتابخانه مؤسسه فناوری کارلسروهه، فهرست مجازی کارلسروهه را توسعه داده که اولین سایتی است که به پژوهشگران سراسر جهان این امکان را (به صورت رایگان) می‌دهد تا در فهرست چندگانه کتابخانه‌های سراسر جهان جستجو کنند.
در سال ۲۰۰۰ روزنامه منطقه‌ای آنلاین، ka-news.de ایجاد شد. به عنوان یک روزنامه روزانه، تنها اخبار ارائه نمی‌کرد، اما در مورد وقایع فعلی و در پیش رو کارلسروهه و مناطق اطراف اطلاع‌رسانی می‌کرد.

## ترابری
اپراتور حمل و نقل کارلسروهه (VBK) مجری شبکه حمل و نقل شهری، مشتکل از هفت مسیر واگن برقی و شبکه مسیرهای اتوبوس است. این شبکه به خوبی توسعه یافته و کل محدوده شهر را در ۲۴/۷ با واگن برقی و سیستم اتوبوس‌های شب پاسخگو می‌باشد. خطوط ریلی فونی کلار توقبقباهن از شرق به مرکز شهر توسط VBK اداره می‌شود.
VBK همچنین شریک و Albtal-Verkehrs-Gesellschaft و دویچه بان در اداره کارلسروهه اس-بان کارلسروهه است که با سامانه ریلی، منطقه بزرگی پیرامون شهر را خدمت رسانی می‌کند. این سیستم امکان دستیابی به سایر شهرهای این منطقه نظیر اتینگن، وورث آن در راین، فورتزهایم، باد ویلدباد، برتن، بروخزال، هایلبرون، بادن-بادن و حتی فرویدن‌اشتات در جنگل سیاه واقع در راست مرکز شهر را مهیا کرده است.
اس-بان کارلسروهه در محافل حمل و نقل به خوبی به عنوان مفهومی از پیشگام در اداره واگن برقی در مسیر قطار، که برای دستیابی به سیستم حمل و نقل عمومی مؤثر تر و جذاب تر، تاحدودی به عنوان مدل سیستم واگن برقی کارلسروهه در جهان شناخته شده است.
کارلسروهه به خوبی توسط ارتباط‌های اتوبان و اکسپرس میان‌شهری با شهرهای فرانکفورت، اشتوتگارت/مونیخ و فرایبورگ/بازل متصل شده است.
از سال ۲۰۰۷ این به شبکه ت ژ و متصل شده که زمان سفر به پاریس را به تنها ۳ ساعت کاهش داده است. (با ۵ ساعت پیشین قابل مقایسه است)

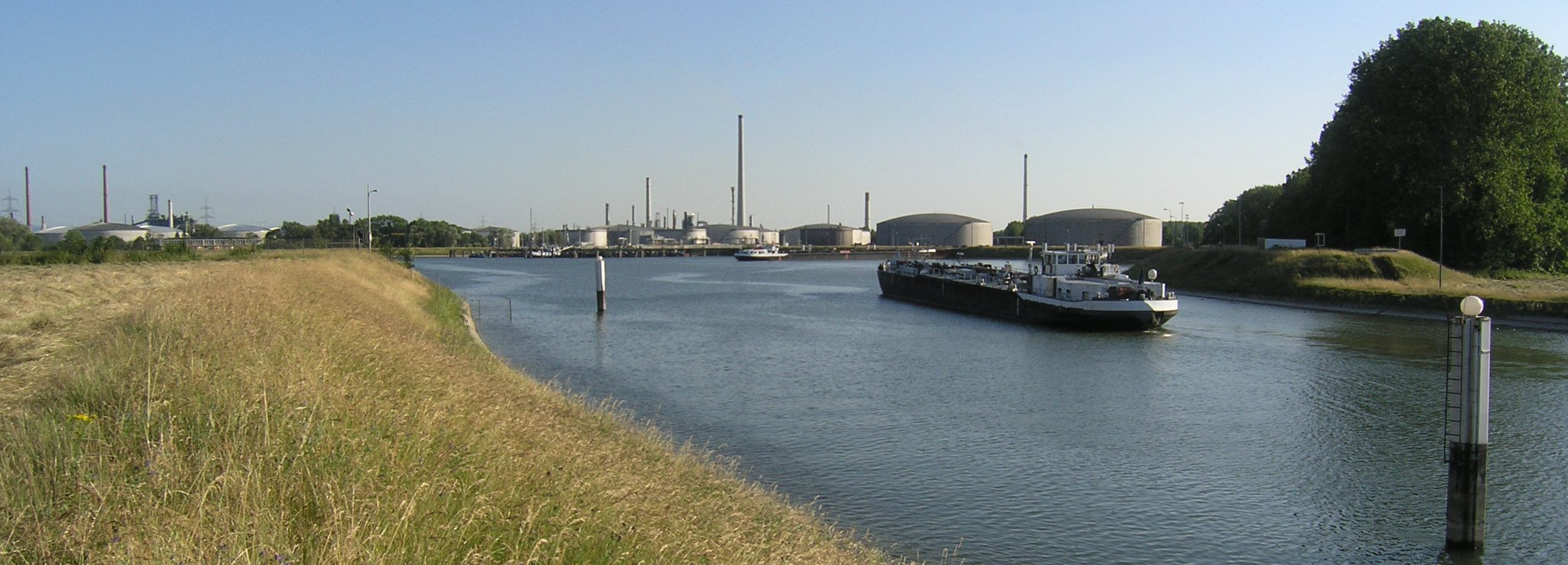
بندر نفتی

دو بندرگاه بر روی رودخانه راین امکان حمل ونقل محموله با کشتی باری، به ویژه برای حمل محصولات نفتی را فراهم کرده است.
نزدیکترین فرودگاه بخشی از فرودگاه کارلسروهه/بادن-بادن است و در ۴۵ کیلومتری جنوب غربی کارلسروهه قرار گرفته، که با فرودگاه‌های آلمان و اروپا به صورت متقارن در ارتباط است. با استفاده از ماشین فرودگاه بین اللملی فرانکفورت، تنها با یک ساعت و نیم (یک ساعت با اکسپرس میان‌شهری) و فرودگاه اشتوتگارت نیز با یک ساعت (یک ساعت و نیم با قطار و S-Bahn) قابل دستیابی هستند.
دو حقیقت جذاب در تاریخ حمل و نقل وجود دارد که این دو، مخترع دوچرخه، کارل فون و نیز کارل بنز، مخترع اتومبیل متولد کارلسروهه می‌باشند و همچنین بنز در دانشگاه شهر نیز درس خواند و همسر بنز، برقتا برای اولین بار مسافت طولانی بین مانهایم تا کارلسروهه و فورتزهایم را با اتومبیل رانندگی کرد. زندگی حرفه‌ای این دو مرد موجب شد که در شهر همسایه مانهایم، دو وسیله مهم را اختراع کنند.

## جمعت بر مبنای تاریخ

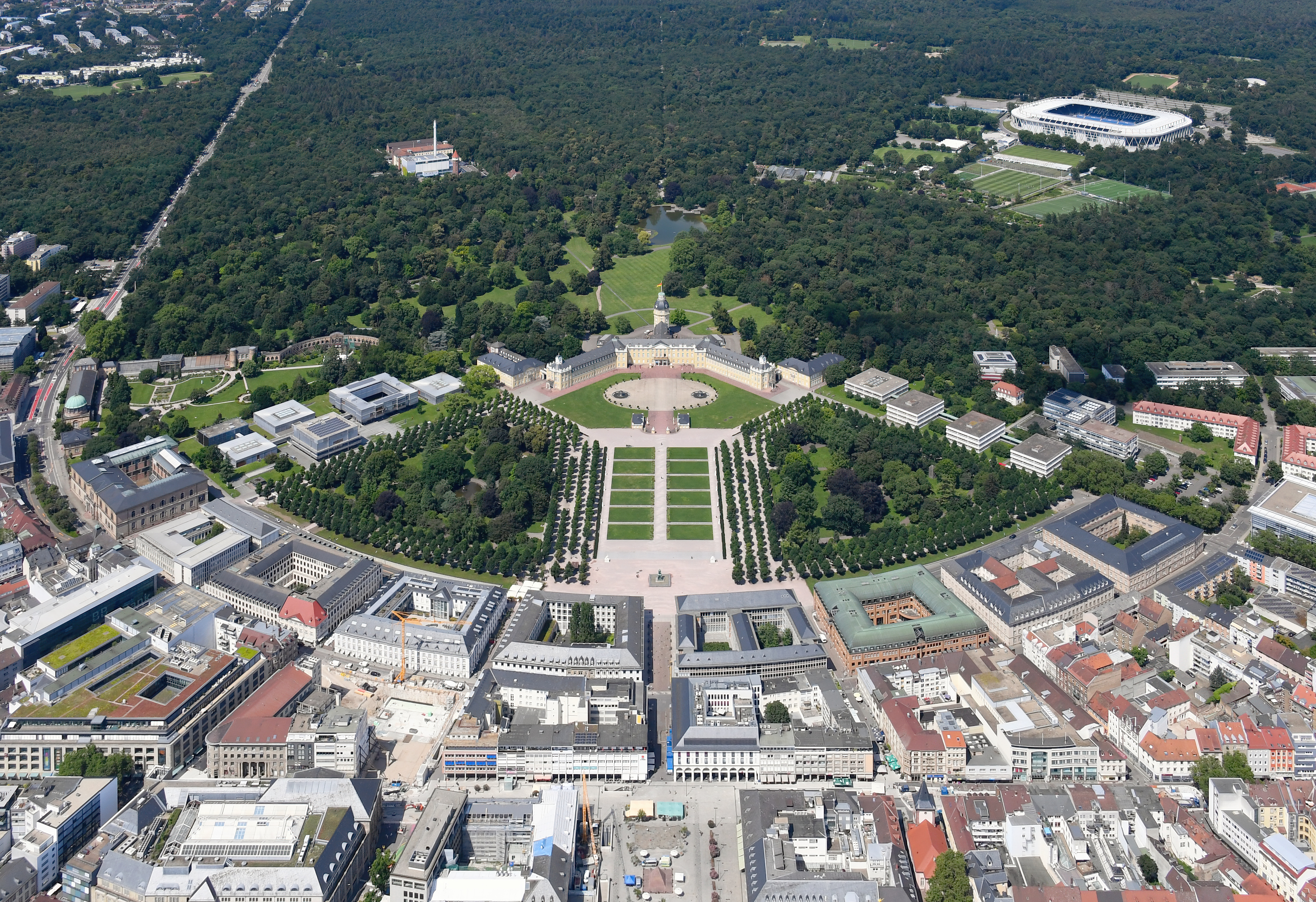
عکس هوایی از کارلسروهه

| سال  | ساکنان  |
| ---- | ------- |
| ۱۷۱۹ | ۲٬۰۰۰   |
| ۱۷۵۰ | ۲٬۵۰۰   |
| ۱۸۱۵ | >۱۵٬۰۰۰ |
| ۱۹۰۱ | ۱۰۰٬۰۰۰ |
| ۱۹۳۳ | ۱۵۵٬۰۰۰ |
| ۱۹۷۳ | ۲۶۴٬۲۴۹ |
| ۲۰۰۳ | ۲۸۲٬۵۹۵ |
| ۲۰۰۷ | ۲۸۸٬۹۱۷ |

## تحصیلات

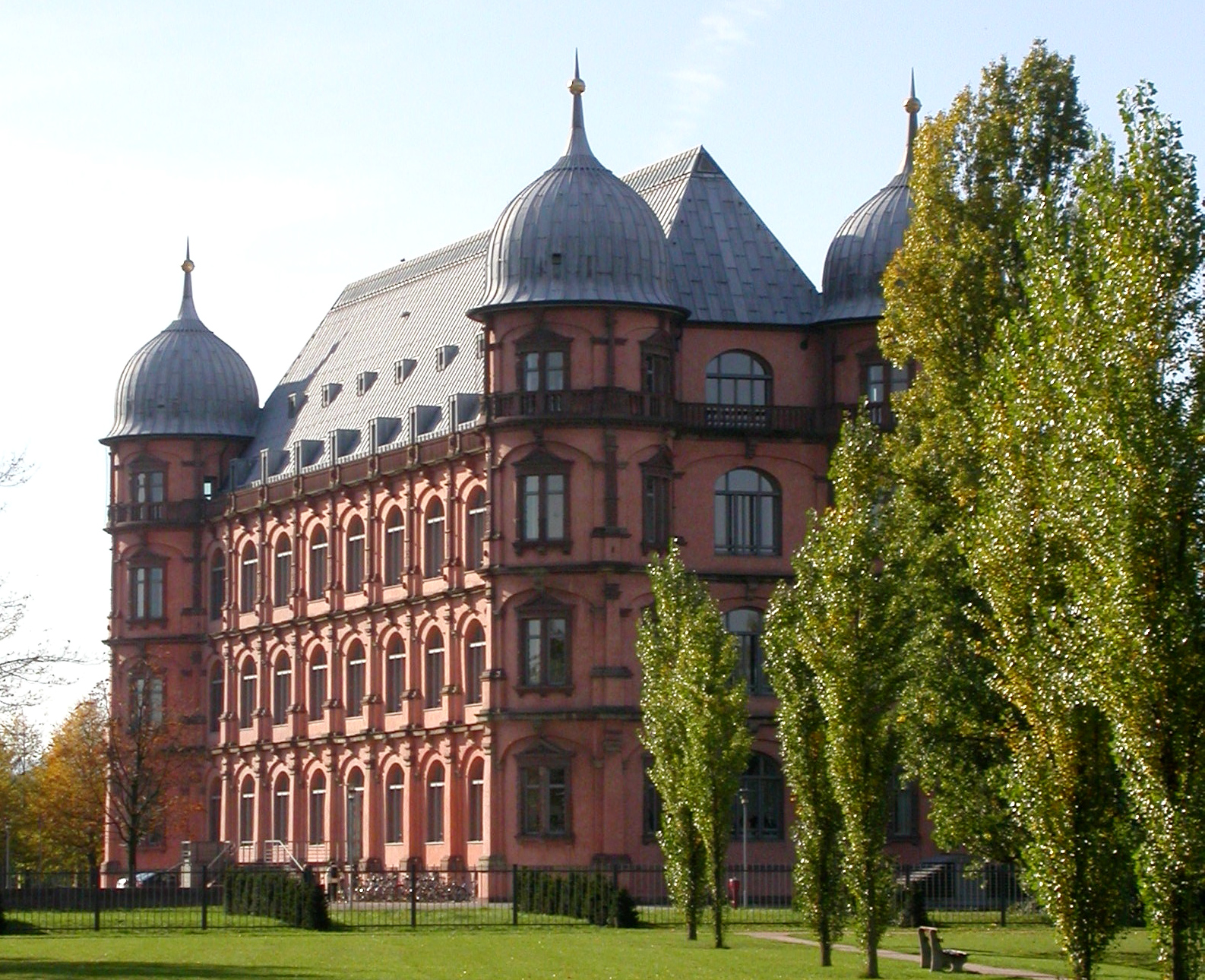
Schloss Gottesaue، دانشگاه موسیقی کارلسروهه

کارلسروهه به خاطر وجود یکی از بهترین موسسات آموزش عالی یعنی دانشگاه کارلسروهه، قدیمی‌ترین دانشگاه فنی آلمان به مرکز تحقیقات و تحصیلات شهرت یافته است.
کارلسروهه همچنین خانه مرکز تحقیقات کارلسروهه که در آن مهندسی و تحقیقات علمی در حوزه سلامت و علوم زمین و زیست‌محیطی انجام می‌گیرد و دانشگاه علوم کاربردی کارلسروهه، بزرگ‌ترین دانشگاه فناوری در ایالت بادن-وورتمبرگ که آموزش دانشگاهی و حرفه‌ای در علوم مهندسی و کسب و کار را ارائه می‌دهد.
در اول اکتبر ۲۰۰۹ دانشگاه کارلسروهه با Forschungszentrum Karlsruhe ملحق شد تا مؤسسهٔ جدیدی به نام مؤسسه فناوری کارلسروهه پدید آید.
آکادمی هنرهای زیبا کارلسروهه یکی از دانشگاه‌های کوچک آلمان با ۳۰۰ دانشجو می‌باشد اما یکی از آکادمی‌های قابل توجه در هنرهای زیبا است و شاید به دلیل داشتن همیشگی استادان بین‌المللی، بکی از بهترین‌ها باشد.
دانشگاه هنر و طراحی کارلسروهه همانند خواهر خود در یک تاریخ تأسیس شد که مرکز هنر و رسانه کارلسروهه است. این مؤسسه بر روی تحقیقات در رابطه با رسانه جدید و رسانه جدید هنری تمرکز داشته و آموزش می‌دهد.
دانشگاه موسیقی کارلسروهه، یک هنرستان موسیقی است که به قطعه هنری، کارایی موسیقی، تحصیلات و ژورنالیسم رادیو مدرک ارائه می‌دهد. در سال ۱۹۸۹ در Schloss Gottesaue واقع شده بود.

## روابط بین‌المللی
کارلسروهه خواهرخواندهٔ شهرهای زیر است:
- نانسی (فرانسه)
- ناتینگهام (بریتانیا)
- کراسنودار (روسیه)
- تیمیشوارا (رومانی)
- هاله (آلمان)